# Pont O'Donovan Rossa
Le Pont O'Donovan Rossa (en irlandais Droichead Uí Dhonnabháin Rosa) est un pont routier enjambant la rivière Liffey à Dublin, en Irlande.

## Histoire
Remplaçant une structure en bois de courte durée, le pont de maçonnerie d'origine sur ce site a été construit en 1684 sous la forme d'un pont en arc simple à cinq travées, et nommé Ormonde Bridge. En décembre 1802, ce pont fut emporté par une violente tempête.[réf. nécessaire]
En 1813, la construction d'un pont de remplacement - la structure actuelle - des plans de James Savage a commencé et a été ouverte en 1816. Il se compose de trois travées d'arcs en granit, avec des têtes sculptées, semblables à celles du pont O'Connell. Les têtes représentent Plenty, la Liffey et l'Industrie d'un côté, avec le Commerce, Hibernia et la Paix de l'autre. Les balustrades sont en fonte.[réf. nécessaire]
Ouvert sous le nom de Richmond Bridge (du nom de Charles Lennox, 4e duc de Richmond, Lord Lieutenant d'Irlande), il a été rebaptisé en 1923 en l'honneur de Jeremiah O'Donovan Rossa par le jeune État libre d'Irlande.